# 美しき闘争
『美しき闘争』（うつくしきとうそう）は、松本清張の長編小説。『京都新聞』などに連載され（1962年1月11日付 - 10月4日付）、1984年11月にカドカワノベルズより刊行された。

## あらすじ
井沢恵子は、母親の言いなりの夫・米村和夫との離婚の手続きを終え、自由になり、生活も仕事も出直そうとする。昔文学少女だった恵子は、文章の仕事がないか、身の振り方を相談するため、女流作家の梶村久子を訪問するが、先客の評論家・大村隆三の口利きにより、恵子は『週刊婦人界』のコミ記事の仕事を得る。しかしまもなく『週刊婦人界』は、大手出版社の小説界社に買収され、社長の竹倉は堅実な誌面からの方針転換を命じ、これまでの編集者の半分を馘首する。社長のアイデアで恵子はピンク・ルポを行うことになり、社員と共に熱海に行くが、取材は中途半端に終わり、一人にされた恵子の前に、竹倉社長が現われ、恵子を押し倒そうとする。
辛くも窮地を脱した恵子は、逃げた先の伊豆山温泉で、前川と梶村久子の後ろ姿を見かける。続いて梶村久子の急死を聞かされる。不愉快な出版社の世界から身を引いて全く関係のない仕事に移りたいと思う恵子だったが、女性だけのライター・グループの誘いに心が動いたのを利用され、大村隆三におびき出されてしまう。恵子は死んだという梶村の謎の真相解明に協力することを大村から約束させられ、竹倉社長の指示で奥湯河原温泉に向かう。奥湯河原で旅館を探索するなかで、恵子は梶村久子が脳溢血で倒れ寝かされていることを突き止める。旅館から久子の引き取りを求められた恵子だったが、大村は尻込みし、竹倉と前川が責任回避で遁走したのを前に、変わり果てた久子を何とか救済したいとの思いを抱く。
恵子は久子の引き取りおよび入院費用の取りつけに奔走するが、他の女流作家たちからは拒絶され、女性がひとりで生活していく大変さに空虚感を味わされるが、久子の未発表原稿を見つけ出しその原稿料を出してもらうことを思いつく。なんとか費用を調達した恵子だったが、和夫や山根の窮地に、前川の策動が重なり、恵子はトラブルに巻き込まれる。

## 主な登場人物
井沢恵子
本作の主人公。1年間の結婚生活に終止符を打ち離婚、自立して生きていこうとする。元文学少女で、女流作家・高野秀子の秘書をつとめたことがある。
米村和夫
恵子の元夫。善良だが、母親・ミネ子の言いなりで、逆らうことができない。
梶村久子
杉並区に住む女流作家。近頃はまともな小説を発表しなくなっている。
大村隆三
雑誌で雑文のようなものを書いている評論家。梶村久子と関係を持つ。
山根
水道橋の中クラスの出版社が発行する『週刊婦人界』の編集長。病妻を抱えている。
土田智子
『週刊婦人界』の旧い編集者で家庭欄のチーフ。
竹倉庄造
小説界社の社長。利潤追求に急で、芸術や文化はまるきり理解しないとされる。
前川一徳
買収後の『週刊婦人界』の編集部長に着任、竹倉の意志を受け編集部員を睥睨する。

## エピソード
- カドカワノベルズ版裏表紙の「作者のことば」には以下の文章が記載されている。「家庭の外に職業を持つ女性は多い。心と生活の自立。－ それが彼女たちの願望と言えるだろう。が、社会の複雑な人間関係の中で、その実現は必ずしも容易ではない。さまざまな障害があるだろう。女性ゆえのハンディも否定し切れまい。平坦とは言えぬ、その道のりで、彼女たちは健気に戦い、迷い、そして悩む。夫と離婚、週刊誌記者として働くヒロインに託して、その姿を描いてみた」[1]。
- エッセイストの酒井順子は、この小説が書かれた当時の日本は、多くの週刊誌が乱立する週刊誌ブームとなっており、「ブームの中で生き残るべく、なりふり構わず部数を稼ごうとする週刊誌の醜悪さ」が、小説の背景として用意され、また、セクシャルハラスメントという言葉が人口に膾炙したのは、昭和から平成に元号の変わった1989年であり、昭和は性的な嫌がらせを受けても女性が「NO」と言うことができない時代だったことを踏まえ、「清張は、後にセクハラと呼ばれることになる行為が、様々な職場で野放しになっていた時代に生きた作家であり、清張作品の中には、その手の行為がそのまま保存されている」ことになり、本作が「セクハラという言葉が存在しない時代に、その手の行為をテーマとして清張が書いた作品」であると述べている[2]。
- 文芸評論家の細谷正充は、「本書の着地点に、納得できない読者がいるかもしれない。現代的な感覚では、そう思ってもおかしくないのだ。しかし恵子は、「女の不幸は、それがどんなかたちでも、半分は自分の過失だと思うわ」[3]といってしまう、昭和の女である。だから彼女は、きわめて昭和的な選択をするのだ。それでも恵子は、たしかに男性社会と戦った。この事実はなくならない。昭和から比べればよくなったが、令和の現在でも女性は、幾つもの社会的な苦労を負うことがある」と述べている[4]。